# Szigethy Rudolf
Szigethy Rudolf (Kolozsvár, 1934. május 25.) erdélyi magyar geológus, könyvtáros, bibliográfus.

## Életútja, munkássága
Középiskolai tanulmányait a kolozsvári Református Kollégiumban kezdte s a Brassai Sámuel Líceumban végezte. Először a Tanítóképzőbe iratkozott, majd a Bolyai Tudományegyetem földrajz–földtan szakán szerzett oklevelet (1957). Diplomájának megszerzése után Borsabányán dolgozott bányageológusként, majd 1958–97 között a kolozsvári Egyetemi Könyvtár munkatársa volt. 1997-ben Magyarországra települt, ugyanebben az évben Monoki István-díjat kapott a Magyar iskolatörténet számítógépes feldolgozásáért.
Első írása Kolozsváron jelent meg a Művelődés Könyvtár c. mellékletében (1986). 1990-től rendszeresen közölte egy-egy év romániai magyar könyvtermelésének adatait, valamint bibliográfiai vonatkozású cikkeket, beszámolókat. Cikkei jelentek meg a Művelődésben, a Korunkban és a budapesti Könyvpiacban is.

## Művei (válogatás)
- Egyházi vonatkozású kiadványok jegyzéke 1990–2000 (Korunk, 2000/12);
- A Korunk repertóriuma 1990–2000 (Imecs Ágnessel, Kolozsvár, 2002); *Romániai magyar könyvkiadás 1950–1953 (Újvári Máriával, Kolozsvár, 1995.  Romániai magyar bibliográfiák 2);
- Romániai magyar könyvkiadás 1990–1998 (Kolozsvár, 2003. Romániai magyar bibliográfiák 3).